# Acer Aspire 5336
El Acer Aspire 5336 es un ordenador portátil de gama baja y asequible fabricado por la compañía taiwanesa Acer. 

## Introducción
Su lanzamiento al mercado fue en agosto de 2010 y fue bien acogido por la comunidad ya que daba opción de elegir el sistema operativo, existiendo 2 opciones: Windows 7 Home Premium o Linpus Linux, siendo la segunda opción notablemente más económica. 

Movilidad día a día
¡Escoja la herramienta multipropósito para producir más mientras se mueve! Nuestra Serie Aspire incluye la más diversa variedad de funciones para comunicación, gráficos, rendimiento y potencia. En su hogar o el exterior, cualquiera sea su objetivo: crear y disfrutar de imágenes y sonido, jugar, completar exigentes tareas o mantenerse en contacto con su familia y amigos, ...
Eslogan comercial utilizado por Acer Inc.

Meses más tarde de su lanzamiento Acer creó la variante 5336-2524 que estaba provista con una CPU Intel Celeron C900 y 3 GB de memoria, modelo comercializado en su mayoría por grandes superficies como Wall Mart o Media Markt, únicamente siendo comercializado con el sistema operativo Windows 7 Home Premium de 64 bits.

## Características técnicas
Características técnicas de la versión estándar comercializada:

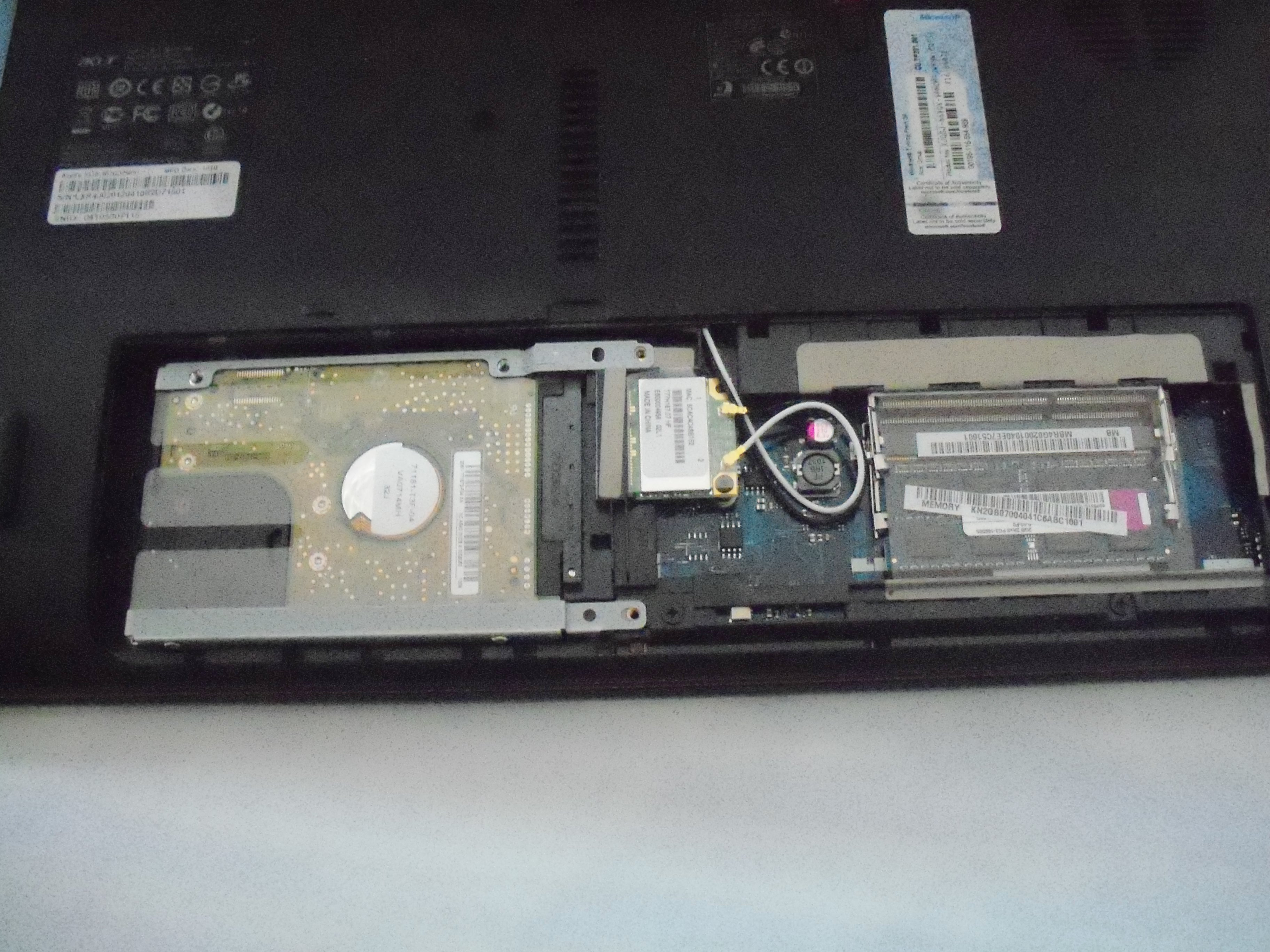
Vista del disco duro y la Memoria RAM.

- CPU: Intel Celeron Dual Core T3500
- Pantalla: TFT-LCD 15,6" (1366 x 768 Píxeles)
- RAM: 2048 MB, DDR3-SDRAM
- Disco duro: 250 GB, DVD-RW
- Sistema operativo: Windows 7 Home Premium o Linpus Linux

La versión estándar de este computador portátil hizo que fuera englobado en la gama baja y económica, estando enfocado al mercado doméstico general. 
Como microprocesador traía un Intel Celereron T3500 de 2,1 GHz, orientado al uso ofimático con un consumo de 35 W, un disco duro de 250 GB y una pantalla de 15,6 pulgadas con una resolución máxima de 1366 x 768 píxeles TFT Activa Acer CineCrystal, que permitía un uso multimedia. La memoria RAM que traía de serie era 1 módulo de 2 GB, siendo ampliable hasta los 4 GB.
La conectividad incluida en esta versión era de un conector de red RJ-45 10/100/1000 y red inalámbrica 802.11b/g/n. Dentro de sus capacidades multimedia este computador dispone de regrabadora DVD, lector multitarjetas flash, 3 conectores USB 2.0 y salida de video VGA y HDMI. 
Fue comercializado en 2 colores, negro y rojo, con una carcasa de plástico ABS anti-huellas, una batería de Ion-Litio de 4 celdas y 2800 mAh que le otorgaban teóricamente una duración máxima de 3 horas y media, y un peso de 2,60 kg aproximadamente.

## Galería

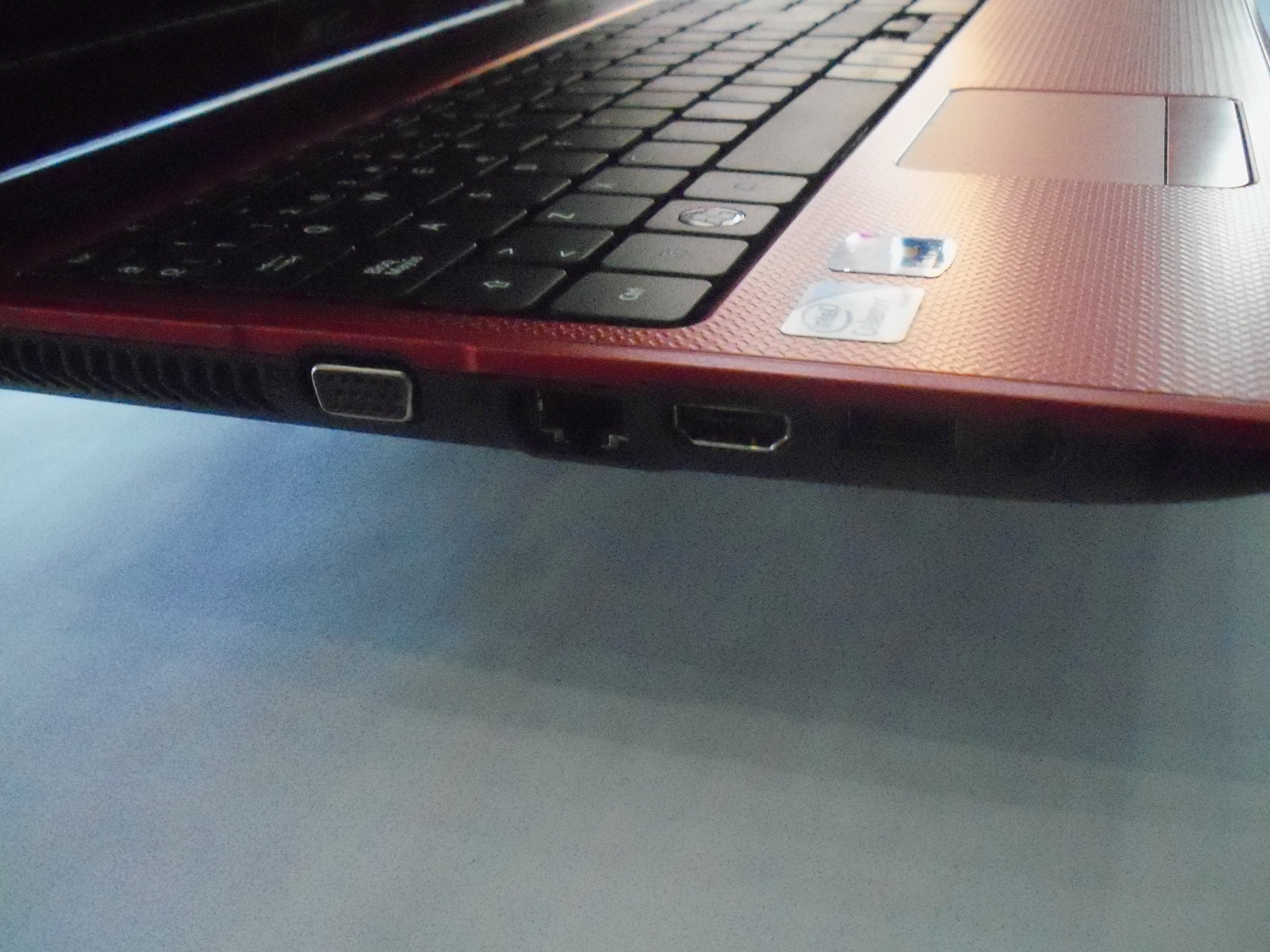
Vista lateral del Acer Aspire 5336
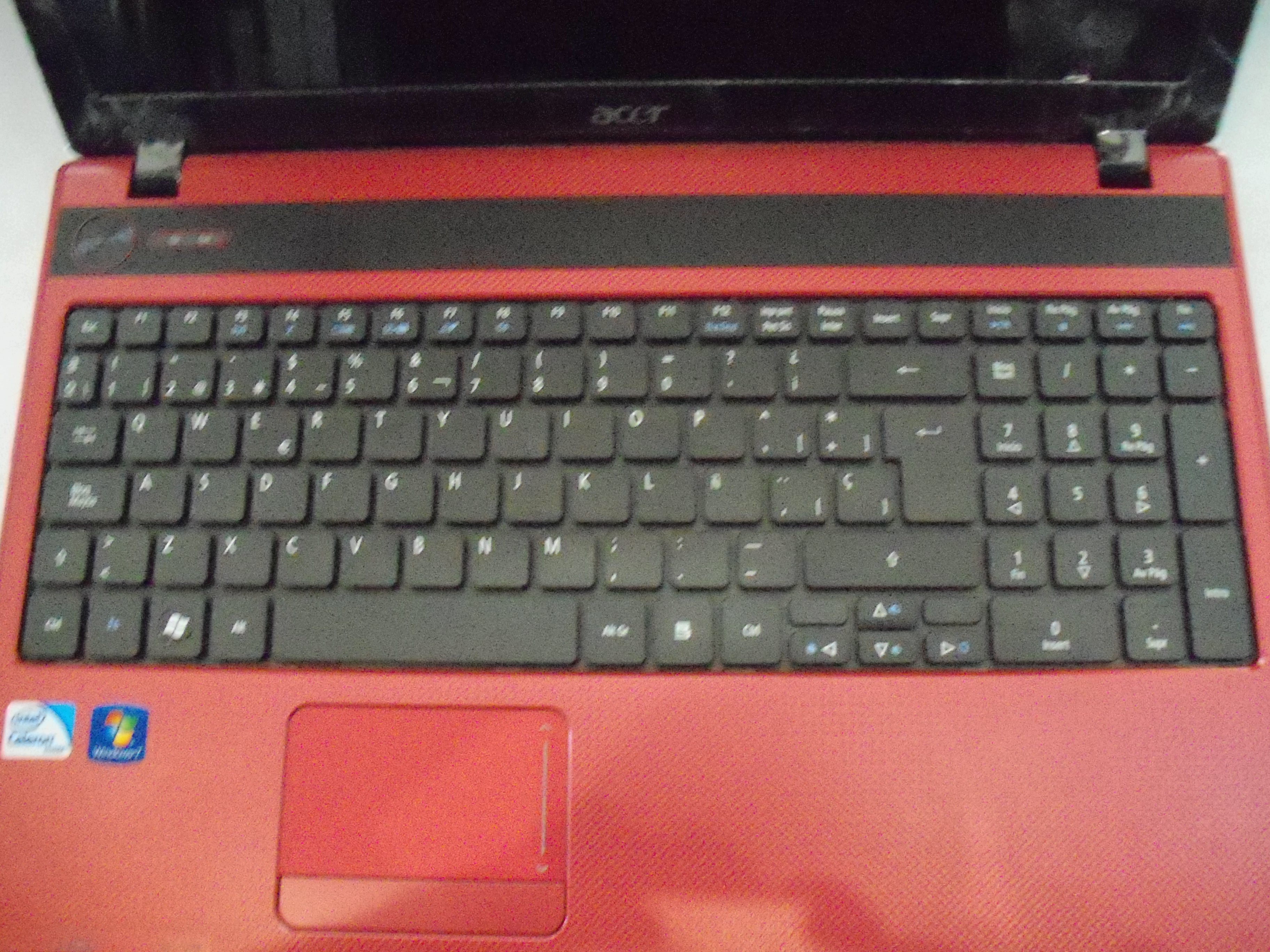
Vista general de la zona del teclado